# Реакція Міхаеля
Реакція Міхаеля (англ. Michael reaction) — нуклеофільне приєднання сполук типу СН-кислот до активованого (такими замісниками, як карбонільна, нітрильна групи) етиленового зв‘язку в присутності сильних основ (амінів, алкоголятів, КОН, СаН2). Розчинниками слугують спирти, діоксан, бензен. Названа на честь Артура Майкла, який її вперше описав.
Використовується в комбінаторній хімії. Систематична назва — гідро, біс(етоксикарбоніл)метил-приєднання.
Основний механізм реакції:
Механізм реакції:

## Реакція Мукаями— Міхаеля
Утворення 1,5-дикарбонільних сполук реакцією кетеносиліл ацеталів з α,β-ненасиченими кетонами та естерами.